# کواکاچ (آریزونا)
کواکاچ (به انگلیسی: Kuakatch) یک منطقهٔ مسکونی در ایالات متحده آمریکا است که در آریزونا واقع شده‌است. کواکاچ ۶۵۳ متر بالاتر از سطح دریا واقع شده‌است.